# Another Ugly
Another Ugly EP è un Ep della band norvegese Motorpsycho pubblicato nel 1994.

## Tracce
1. Another Ugly Tune – 3:45
2. Watching You – 4:36
3. She Used To Be A Twin – 7:03
4. Blueberry Daydream – 4:49
5. Summertime Is Here / Motorhead Mama (ghost track) – 10:03

## Formazione
- Bent Saether / voce, basso, chitarra, mellotron, batteria, percussioni, piano, sitar, basso synth
- Hans Magnus Ryan / chitarre, voce, piano, percussioni
- Haakon Gebhardt / batteria, banjo, percussioni

e con:
- Lars Lien / piano, mellotron, organo hammond, voci